# Noel Sanvicente
Noel Sanvicente (San Félix, 21 december 1964) is een voormalig voetballer uit Venezuela die na zijn actieve loopbaan het trainersvak instapte. Hij trad in 2014 aan als bondscoach van Venezuela.
Zelf speelde de middenvelder elf officiële interlands voor zijn vaderland in de periode 1989-1996. Met CS Marítimo de Venezuela behaalde Sanvicente als speler viermaal de Venezolaanse landstitel: 1987, 1988, 1990 en 1993. Hij beëindigde zijn actieve loopbaan in 1997 bij Caracas Fútbol Club. Zijn bijnaam luidt Chita.
Op donderdag 17 juli 2014 maakte de Venezolaanse voetbalbond bekend dat  Sanvicente was aangesteld als de nieuwe bondscoach van Venezuela. De op dat moment 49-jarige trainer was de opvolger van César Farías, die opstapte na de mislukte kwalificatiereeks voor het WK voetbal 2014 in Brazilië. Sanvicente kreeg als opdracht mee zijn vaderland voor de eerste keer in de historie naar de WK-eindronde te loodsen. Met zeven landstitels bij twee verschillende clubs is Sanvicente de succesvolste trainer in de nationale competitie van Venezuela.
Venezuela begon stroef in de kwalificatiereeks voor het WK voetbal 2018 in Rusland. Nadat de ploeg op 29 maart 2016 op eigen veld met 4-1 had verloren van Chili besloot Sanvicente op te stappen als bondscoach. Hij werd opgevolgd door oud-doelman Rafael Dudamel.
1 Baroja ·
2 Ángel ·
3 Túñez ·
4 Vizcarrondo ·
5 Amorebieta ·
6 Cichero ·
7 Miku ·
8 Rincón ·
9 Rondón ·
10 Vargas ·
11 González ·
12 Dani ·
13 Seijas ·
14 Lucena ·
15 Guerra ·
16 Rosales ·
17 Martínez ·
18 Arango ·
19 Acosta ·
20 Perozo ·
21 Rivas ·
22 Murillo ·
23 Faríñez ·
Coach: Sanvicente